# Kevin Bacon
Kevin Norwood Bacon (Filadèlfia, Pennsilvània, 8 de juliol de 1958), és un actor de cinema i músic estatunidenc. Ha guanyat el Globus d'Or i el premi del sindicat d'actors pel seu paper a Taking Chance, i és considerat un dels millors actors que no han estat mai nominats als premis Oscar.

## Biografia
El seu pare, Edmund Bacon, va ser urbanista, i la seva mare Ruth Bacon, professora. Bacon ja des de molt jove va sentir inclinació cap a la interpretació, i se'n va anar de la seva casa amb només 17 anys per a estudiar en The Circle in the Square de Nova York i posteriorment en el teatre Manning Street.
El 1978 va fer el seu debut en cinema en la pel·lícula Animal House de John Landis, i molt aviat va aconseguir petits papers en títols coneguts com a Divendres 13 i Hero at Large (1980). L'any 1982 va participar en Diner, un drama de Barry Levinson protagonitzat per Mickey Rourke, Daniel Stern i Steve Guttenberg.
L'èxit li va arribar en la pel·lícula dirigida per Herbert Ross en la qual Bacon interpreta a un jove rebel i apassionat pel ball a Footloose (1984). També va destacar en films posteriors, com Quicksilver (1986), White Water Summer (1987), She's Having a Baby, Criminal Law (1988), i The Big Picture (1989). El 1990 va compartir cartell amb Julia Roberts i Kiefer Sutherland en el film Flatliners, dirigit per Joel Schumacher, en el qual un grup de joves residents juga amb la mort gràcies als seus avançats coneixements mèdics i científics.
Després de participar en el cicle televisiu The Saturday Night Live, Oliver Stone el va convocar per a un petit paper de prostitut gai en el film JFK: cas obert (1991). Després treballaria en pel·lícules com Alguns homes bons (1992), amb Tom Cruise, Jack Nicholson i Demi Moore; en River Wild (1994) amb Meryl Streep; Assassinat en primer grau (1995), amb Christian Slater i Gary Oldman; Apol·lo 13 (1995), amb Tom Hanks i Ed Harris; i Sleepers (1996), amb Robert De Niro, Dustin Hoffman, Brad Pitt i Jason Patric. El 1996 va debutar en el telefilm Losing Change, protagonitzat per Helen Mirren i la seva esposa i actriu Kyra Sedgwick. Bacon no obstant això la seva versatilitat es caracteritza per encarnar a individus foscs i impredictibles, de temperament analític i obsessiu, intel·lectuals i estructurats generalment freturosos d'escrúpols, amb gran credibilitat.
Cal destacar que Kevin Bacon va ser nominat al Globus d'Or com a millor actor secundari en Riu Salvatge que alberga una de les seves millors actuacions. La seva primera cinta com a productor va ser Criatures salvatges, de John McNaughton, on també actua al costat de Matt Dillon.
El 2003 Clint Eastwood dirigeix Mystic River deixant tot el protagonisme a actors de la talla de Sean Penn, Tim Robbins, Laurence Fishburne i Laura Linney. El 2004 va dirigir i va produir Loverboy. El 2010 va guanyar el Globus d'Or i el Premi de Sindicat d'Actors per la seva pel·lícula Taking Chance.

## Cinema
Les seves pel·lícules més destacades són:
| Any  | Film                                                  | Paper                          |
| ---- | ----------------------------------------------------- | ------------------------------ |
| 1978 | National Lampoon's Animal House                       | Chip Diller                    |
| 1979 | Starting Over                                         | Marit                          |
| 1979 | The Gift                                              | Teddy                          |
| 1980 | Hero at Large                                         | 2nd Teenager                   |
| 1980 | Friday the 13th                                       | Jack Burrell                   |
| 1981 | Només quan ric (Only When I Laugh)                    | Don                            |
| 1982 | Diner                                                 | Timothy Fenwick Jr.            |
| 1982 | Forty Deuce                                           | Ricky                          |
| 1983 | Enormous Changes at the Last Minute                   | Dennis                         |
| 1984 | Footloose                                             | Ren McCormick                  |
| 1986 | Argent viu (Quicksilver)                              | Jack Casey                     |
| 1987 | Estiu d'aigües turbulentes (White Water Summer)       | Vic                            |
| 1987 | Final de trajecte (End of the Line)                   | Everett                        |
| 1987 | Planes, Trains & Automobiles                          | Taxista                        |
| 1988 | She's Having a Baby                                   | Jefferson 'Jake' Edward Briggs |
| 1989 | Llei criminal (Criminal Law)                          | Martin Thiel                   |
| 1989 | The Big Picture                                       | Nick Chapman                   |
| 1990 | Tremors                                               | Valentine McKee                |
| 1990 | Flatliners                                            | David Labraccio                |
| 1991 | Pyrates                                               | Ari                            |
| 1991 | Queens Logic                                          | Dennis                         |
| 1991 | He Said, She Said                                     | Dan Hanson                     |
| 1991 | JFK                                                   | Willie O'Keefe                 |
| 1991 | "A Little Vicious"                                    | narrador                       |
| 1992 | Alguns homes bons                                     | Capt. Jack Ross                |
| 1994 | The Air Up There                                      | Jimmy Dolan                    |
| 1994 | The River Wild                                        | Wade                           |
| 1994 | "New York Skyride"                                    | narrador                       |
| 1995 | Homicidi en primer grau                               | Henri Young                    |
| 1995 | Apollo 13                                             | Jack Swigert                   |
| 1995 | Balto                                                 | Balto                          |
| 1996 | Sleepers                                              | Sean Nokes                     |
| 1997 | Picture Perfect                                       | Sam Mayfair                    |
| 1997 | Destination Anywhere                                  | Mike                           |
| 1997 | Ídols, mentides i rock&roll (Telling Lies in America) | Billy Magic                    |
| 1998 | El meu amic Ricky (Digging to China)                  | Ricky Schroth                  |
| 1998 | Wild Things                                           | Sergent Ray Duguette           |
| 1999 | L'últim esglaó (Stir of Echoes)                       | Tom Witzky                     |
| 2000 | My Dog Skip                                           | Jack Morris                    |
| 2000 | We Married Margo                                      | Ell mateix                     |
| 2000 | Hollow Man                                            | Sebastian Caine                |
| 2001 | Novocaine                                             | Lance Phelps                   |
| 2002 | Trapped                                               | Joe Hickey                     |
| 2003 | Mystic River                                          | Sean Devine                    |
| 2003 | In the Cut                                            | John Graham                    |
| 2003 | "Imagine New York"                                    | Ell mateix                     |
| 2004 | The Woodsman                                          | Walter                         |
| 2004 | Cavedweller                                           | Randall Pritchard              |
| 2004 | Natural Disasters: Forces of Nature                   | narrador                       |
| 2005 | Loverboy                                              | Marty                          |
| 2005 | Beauty Shop                                           | Jorge                          |
| 2005 | Where the Truth Lies                                  | Lanny Morris                   |
| 2007 | Sentència de mort                                     | Nick Hume                      |
| 2007 | Rails & Ties                                          | Tom Stark                      |
| 2008 | Quatre vides                                          | Love                           |
| 2008 | Frost/Nixon                                           | Jack Brennan                   |
| 2008 | "Saving Angelo"                                       | Brent                          |
| 2009 | Taking Chance                                         | Tinent Coronel Michael Strobl  |
| 2009 | The Magic 7                                           | Himself                        |
| 2009 | My One and Only                                       | Dan                            |

## Carrera musical
El 1995 va crear jutament amb el seu germà Michael, una banda musical anomenada The Bacon Brothers. Actualment han tret sis àlbums.
- 1997: Forosoco
- 1999: Getting There
- 2001: Can't Complain
- 2003: No Food Jokes Tour (CD/DVD)
- 2005: White Knuckles
- 2008: New Years Day